# LNG brod
Metanizer ili LNG brod je vrsta trgovačkog broda namijenjenog za prijevoz ukapljenog plina, u ovom slučaju metana.
Prometuje između LNG-terminala.
Brod metanizer srednje veličine prometuje sa 125.000 prostornih metara tekućeg metana. Kada bismo tu prostornu mjeru preračunali u težinsku, uzevši u obzir gustoću metana u tekućem agregatnom stanju, koja iznosi 0,422 kg/dm 3, dobili bismo da se radi o 52.500 tona.
Postoji više naziva za brodove ove vrste:
(popis nepotpun)
- metanizer
- LNG brod

## O ukapljenom plinu
LNG (engl. liquified natural gas) je kratica za ukapljeni prirodni plin. Razlog porasta upotrebe, a s time prijevoza, su višestruki. Njegove najčešće spominjane prednosti nad ostalim energentima (naftom najviše) su:
znatno manje onečišćenje okoliša
gorivo visoke ogrjevne moći
moguće velike rezerve nalazišta ispod 1000 m
LNG je smjesa plinova koja se pri temperaturi i tlaku okoline nalazi u plinovitom stanju. U smjesi dominira metan, a nalazimo još u manjim postotcima i etan, propan i butan. Metan je po svom kemijskom sastavu zasićeni ugljikovodik s jednim atomom ugljika i četiri atoma vodika kemijske oznake CH.
Svojstva metana su:
temperatura samozapaljenja 585°C
kritični tlak 46 bara
gustoća ukapljenog metana 425kg/m³
vrelište -161,5°C
granica eksplozivnosti pri okolnom tlaku 5,24% ; 14,2%

## Povijest
Prvi LNG brod Methane Princess je počeo s radom 1964-te godine, a izrezan je u rezalištu 1998. Do kraja 2005-te godine 203 LNG broda su ukupno napravljena, a od svih njih samo 10 je izrezano u rezalištima.

## Podjela sustava
- Samonosivi sustavi – spremnici samonosivih sustava nisu dio brodskog trupa, ne prenose sile na njega i ne utječu na njegovu čvrstoću.
- Sustavi s membranom – spremnici nisu samonosivi i opterećenjem utječu na čvrstoću brodskog trupa. Višestruke membrane kompenziraju toplinske dilatacije nastale prijevozom tereta.

Danas u eksploataciji su se svojim prednostima zadržala sljedeća četiri sustava spremnika:
1. sustavi sa samonosivim sferičnim spremnicima ( Moss Rosenberg )
2. Gaz Transport membranski sustavi
3. Tehnigaz membranski sustavi
4. sustavi sa samonosivim prizmatičnim spremnicima

Sustavi s membranom - ovi sustavi su integrirani zajedno s trupom, te prenose svoje opterećenje na trup čime utječu na njegovu čvrstoću.
Sustavi sa samonosivim prizmatičnim spremnicima - spadaju u red samonosivih, nezavisnih spremnika izrađenih od aluminija koji se oslanjaju na trup posredno preko nosača. Nosači slobodno dilatiraju i prenose opterećenje.

## Usporedba sustava za prijevoz LNG-a
Membranski sustav bolje koristi prostor pa za isti kapacitet imaju manje dimenzije. Sferični zbog manje površine imaju manje izolacije, ali im je ukupna težina veća zbog težine cilindričnih nosača. Zbog posrednog spoja s oplatom zaštičeni su od sudara i nasukavanja. 
Najveća prednost sferičnih i prizmatičnih spremnika je što se izrađuju nezavisno od trupa broda na odvojenoj lokaciji i ugrađuju kod visoke gotovosti broda, čime se osigurava bolji nadzor kvalitete izrade i kraće rokove isporuke. 
Prednosti samonosivih sferičnih spremnika:
manji rizik kod sudara i nasukavanja
bolja mogućnost kontrole i bolji uvjeti izrade
punjenje bez ograničenja visine
bolja mogućnost sakupljanja isparenog plina
Prednosti membranskih spremnika:
manje dimenzije za isti kapacitet
manja propulzijska snaga
manje nadvođe
Samonosivi sustavi s prizmatičnim spremnicima imaju sve spomenute prednosti.

## Materijali u LNG industriji

### Materijali za izradu sustava
Materijali koji se koriste za izradu LNG postrojenja biraju se na osnovi svoje postojanosti na temperaturama od -162°C. Čelik se zbog svoje krtosti obogaćuje s elementima koji mu poboljšavaju svojstva, kao što su aluminij, bakar, austenitno željezo, krom, nikal, kobalt...
Materijali s udjelom aluminija, bakra i nikla su:
monel ( Ni 70, Cu 30 )
inconel ( NI 78, Cr 15, Fe 7 )
aluminij ( Al 99,8 )
AG4MC ( Al 95, Mg 4, Mn 0,4, Cr 0,2 )
bakar-aluminij ( Cu 91, Al 9 )
bakar-nikal ( Cu 70, Ni 30 )
Austenitni čelici koji se koriste na instalacijama kriogenskih rashladnih sustava su:
inoks 18/8 ( Cr 18, Ni 8 )
invar ( Ni 36 )
9 postotni nikal čelik

## Izolacijski materijali
Osnovna zadaća izolacije kod LNG postrojenja je da spriječi niske temperature na dvostrukoj oplati broda i da smanji isparavanje tereta. 
Materijali koji se koriste na LNG postrojenjima su:
mineralni (azbest, staklena vuna, mineralna vuna i perlit)
organski  (vuna, pamuk, pluto i filc)
sintetički (PVC, polistirol, ekspandirajuća poliuretanska pjena)

## Operacije rukovanja teretom
Operacije koje se izvode na LNG tankerima su:
inertiranje spremnika
tlačenje spremnika plinom
hlađenje cijevovoda i spremnika
ukrcaj tereta
razvod plina prema kotlovima ili Dieselovim motorima i turbinama ili izgaranje u atmosferi ili ponovno ukapljivanje
iskrcaj
grijanje spremnika
ventilacija plina u zrak
razvod dušika

## Relikvifacija ( ponovno ukapljivanje isparenog plina )
Sustav relikvifacije ili ponovnog ukapljivanja zasniva se na kriogenskom rashladnom principu gdje se koristi dušik (N) za postizanje temperatura ispod vrelišta metana (-161,5°C). Kriogenička temperatura ukapljivanja metana postiže se zatvorenim ciklusima kompresije i ekspanzije dušika u plinovitom stanju (temperatura vrelišta dušika je oko -190°C).

## Predviđanja
Porast LNG flote je stalan i možemo je slobodno nazvati flotom bliže budućnosti. Presudnim faktorom za tu tvrdnju bit će cijena nafte koja će nezaustavljivo rasti.
Drugi razlog je ekološki prihvatljiv sastav ispušnih plinova zbog manje emisije CO u atmosferu. Promijenit će se i psihološki pristup prema plinu i brodovima takvog tipa kao opasnom teretu. Činjenica je da su LNG tankeri kvalitetno izrađeni i održavani. Možemo i danas vidjeti tankere porinute 70.-tih godina prošlog stoljeća. Umjesto današnjih 150 000 m3 kapaciteta planira se izgradnja tankera od 250 000 m3, što se može usporediti s Aframax tankerima i s Cape size brodovima za prijevoz rasutog tereta, ali s većom ekonomičnom brzinom ( 20 čv. ). Takvi brodovi zahtijevaju porivnu snagu od 30-50 MW, što još više govori u prilog Dieselova porivnog postrojenja.

## Vanjske poveznice
- LNG carriers on order or under construction  Arhivirana inačica izvorne stranice od 16. studenoga 2007. (Wayback Machine)